# ترينت تاكر
ترينت تاكر (بالإنجليزية: Trent Tucker)‏ مواليد 20 ديسمبر 1959 في تاربورو، هو لاعب كرة سلة محترف أمريكي معتزل بدأ مسيرته الاحترافية في سنة 1982 حيث تم اختياره من قبل فريق نيويورك نيكس خلال الدرافت، وحمل الرقم 32 و6. يبلغ طوله 6 قدم 5 بوصة (2.0 م). اعتزل اللعب في 1993.

## فرق لعب لها
- نيويورك نيكس
- سان أنطونيو سبرز
- شيكاغو بولز

## روابط خارجية
- ترينت تاكر على موقع إن بي أي (الإنجليزية)
- ترينت تاكر على موقع سبورتس رفرنس (الإنجليزية)
- ترينت تاكر على موقع كلية كرة السلة في سبورتس رفرنس.كوم (الإنجليزية)
- ترينت تاكر على موقع ريلجم (الإنجليزية)
- ترينت تاكر على موقع بروبوليرز (الإنجليزية)